# Meglena Kuneva
Meglena Kuneva (Меглена Кунева) (Sofia, 22 giugno 1957) è una politica bulgara.
È stata ministra e commissaria europea.

## Formazione e carriera professionale
La Kuneva si è laureata in Legge nel 1981 presso l'Università di Sofia; nel 1984 ha conseguito il dottorato in Legge.
Dopo la laurea, esordì come giornalista presso la radio nazionale bulgara e come assistente presso l'Università di Sofia. Nel 1990 divenne Senior Legal Advisor presso il consiglio dei ministri bulgaro; mantenne la carica fino al 2001, specializzandosi, nel frattempo, in Affari Esteri e Diritto dell'Ambiente presso l'Università di Georgetown ed altri atenei stranieri.
Nel maggio 2010, entra a far parte del consiglio d'amministrazione di BNP Paribas, nel quale rimane fino al 15 maggio 2013.

## Carriera politica
Nel giugno 2001 la Kuneva venne eletta membro del parlamento bulgaro, come esponente del Movimento Nazionale Simeone II, di stampo liberale.
Nell'agosto successivo la Kuneva abbandonò il parlamento per assumere la carica di viceministro degli esteri e capo negoziatore con l'Unione europea. In seguito ha anche rappresentato la Bulgaria presso la Convenzione europea. Nel maggio 2002 la Kuneva divenne il primo Ministro degli Affari Europei della Bulgaria, nell'esecutivo guidato da Simeon Borisov Sakskoburggotski. Mantenne l'incarico - unica nell'intera compagine di governo - anche dopo le elezioni parlamentari del 2005, in cui il Movimento Nazionale Simeone II perse la maggioranza relativa in parlamento.

### Commissaria europea
Il 26 ottobre 2006 la Kuneva venne ufficialmente indicata dal governo bulgaro per entrare nella Commissione Barroso in coincidenza con l'ingresso del Paese nell'Unione europea, fissato al 1º gennaio 2007. Il Presidente della Commissione Jose Manuel Durao Barroso le assegnò l'incarico di Commissario europeo per la Tutela dei Consumatori.

### Carriera politica successiva
Kuneva fu candidata come indipendente dal Movimento Nazionale per la Stabilità e il Progresso, partito liberaldemocratico, alle elezioni presidenziali del 2011, ottenendo il 14% dei voti, posizionandosi terza. Nel luglio 2012 fondò il Movimento Bulgaria per i Cittadini (BG), partito centrista liberale, col quale ottenne il 3,25% alle elezioni parlamentari del 2013 (sfiorando lo sbarramento del 4% e quindi non eleggendo deputati). A seguito del risultato elettorale la Kuneva presentò le dimissioni da leader del partito.

## Vita personale
La Kuneva è sposata con il finanziere Andrey Prumov, da cui ha avuto un figlio.

## Curiosità
La Kuneva parla correntemente il bulgaro, il russo, l'inglese ed il francese.